# Saint Peters (Missouri)
Saint Peters (St. Peters) est une ville du Missouri, dans le comté de Saint Charles aux États-Unis. 

## Personnalités liées
- Le groupe de musique américain Love Lost But Not Forgotten en est originaire